# 슈퍼 키 (키보드 버튼)
슈퍼 키(Super key, ❖)는 현대의 키보드에서 윈도우 키 또는 커맨드 키로 흔히 불리는 이름이다. 또, 오늘날 리눅스와 BSD 운영 체제와 소프트웨어에 의해서도 관리되는 키이기도 하다.
슈퍼 키는 원래 MIT의 리스프 머신을 위해 설계된 키보드상의 수식키였다.

## 용도
대부분의 리눅스 그래픽 데스크톱 환경은 슈퍼 키를 창 관리와 애플리케이션 실행 목적으로 사용하며 애플리케이션에 사용되는 명령에만 국한되지는 않는다. 윈도우 운영 체제의 윈도우 키의 사용과 비슷하다.

## macOS
macOS의 X11 에뮬레이션은 커맨드 키나 애플 키에 슈퍼 시프트(Super shift) 상태를 부여한다.